# Breves
Breves város Brazíliában, Pará államban. Lakosainak száma 106 968 fő (2022). Breves Afuá, Anajás, Bagre, Curralinho, Gurupá, Melgaço és São Sebastião da Boa Vista községekkel határos.

## Népesség
A település népességének változása:
| Lakosok száma | 92 860 | 99 080 | 103 497 | 104 280 | 106 968 |
|               | 2000   | 2016   | 2020    | 2021    | 2022    |